# Campionato europeo femminile under 18 di pallavolo 1999
Il campionato europeo pre-juniores di pallavolo femminile 1999 si è svolto dal 30 marzo al 4 aprile 1999 a Wejherowo e Danzica, in Polonia. Al torneo hanno partecipato 8 squadre nazionali europee e la vittoria finale è andata per la prima volta alla Polonia.

## Gironi
Dopo la prima fase a gironi, le prime due classificate hanno acceduto alle semifinali per il primo posto, mentre le ultime due classificate hanno acceduto alle semifinali per il quinto posto.
| Girone A                           | Girone B                          |
| ---------------------------------- | --------------------------------- |
| Belgio Lettonia Paesi Bassi Russia | Germania Italia Polonia Rep. Ceca |

## Fase finale - Danzica

### Finali 1º - 3º posto
|  | Semifinali  | Semifinali  | Semifinali  |             |         | 1º/2º posto | 1º/2º posto | 1º/2º posto |  |
|  |             |             |             |             |         |             |             |             |  |
|  | Polonia     | Polonia     | 3           |             |         |             |             |             |  |
|  | Polonia     | Polonia     | 3           |             |         |             |             |             |  |
|  | Russia      | Russia      | 2           |             |         |             |             |             |  |
|  | Russia      | Russia      | 2           |             | Polonia | Polonia     | 3           |             |  |
|  |             |             |             |             | Polonia | Polonia     | 3           |             |  |
|  |             |             | Paesi Bassi | Paesi Bassi | 0       |             |             |             |  |
|  | Paesi Bassi | Paesi Bassi | Paesi Bassi | Paesi Bassi | 0       | 3           |             |             |  |
|  | Paesi Bassi | Paesi Bassi |             |             |         | 3           |             |             |  |
|  | Italia      | Italia      | 1           |             |         | 3º/4º posto | 3º/4º posto | 3º/4º posto |  |
|  | Italia      | Italia      | 1           |             |         |             |             |             |  |
|  |             |             |             |             |         |             |             |             |  |
|  |             |             |             |             |         | Russia      | Russia      | 3           |  |
|  |             |             |             |             |         | Russia      | Russia      | 3           |  |
|  |             |             |             |             |         | Italia      | Italia      | 1           |  |

### Finali 5º - 7º posto
|  | Semifinali | Semifinali | Semifinali |          |        | 5º/6º posto | 5º/6º posto | 5º/6º posto |  |
|  |            |            |            |          |        |             |             |             |  |
|  | Belgio     | Belgio     | 3          |          |        |             |             |             |  |
|  | Belgio     | Belgio     | 3          |          |        |             |             |             |  |
|  | Rep. Ceca  | Rep. Ceca  | 2          |          |        |             |             |             |  |
|  | Rep. Ceca  | Rep. Ceca  | 2          |          | Belgio | Belgio      | 3           |             |  |
|  |            |            |            |          | Belgio | Belgio      | 3           |             |  |
|  |            |            | Germania   | Germania | 2      |             |             |             |  |
|  | Germania   | Germania   | Germania   | Germania | 2      | 3           |             |             |  |
|  | Germania   | Germania   |            |          |        | 3           |             |             |  |
|  | Lettonia   | Lettonia   | 1          |          |        | 7º/8º posto | 7º/8º posto | 7º/8º posto |  |
|  | Lettonia   | Lettonia   | 1          |          |        |             |             |             |  |
|  |            |            |            |          |        |             |             |             |  |
|  |            |            |            |          |        | Rep. Ceca   | Rep. Ceca   | 3           |  |
|  |            |            |            |          |        | Rep. Ceca   | Rep. Ceca   | 3           |  |
|  |            |            |            |          |        | Lettonia    | Lettonia    | 0           |  |

## Classifica finale
| Classifica | Squadre     | Qualificazione                       |
| ---------- | ----------- | ------------------------------------ |
|            | Polonia     | Campionato europeo pre-juniores 2001 |
|            | Paesi Bassi |                                      |
|            | Russia      |                                      |
| 4          | Italia      |                                      |
| 5          | Belgio      |                                      |
| 6          | Germania    |                                      |
| 7          | Rep. Ceca   |                                      |
| 8          | Lettonia    |                                      |